# Masuharte
Masuharte (... – 1045 a.C.) è stato un Primo Profeta di Amon durante la XXI dinastia egizia.

## Biografia
Era figlio del Primo Profeta di Amon Pinedjem I e di una delle sue spose, Duathathor-Henuttaui oppure Isimkheb. Nel 16º anno di pontificato di Pinedjem I, questi tramandò al figlio il ruolo sacerdotale presso il tempio di Tebe per assumere i titoli regali e governare l'Alto Egitto, mentre al contempo il sovrano Smendes I regnava sul Basso Egitto.

Questa condizione è confermata anche da vari reperti come ad esempio la bara stessa di Masuharte, dove al suo nome viene fatto seguire il titolo Figlio del re Pinedjem-meriamon.
Durante gli anni in cui Masuharte fu Primo Profeta proseguì l'opera di trasferimento delle mummie dei sovrani del Nuovo Regno dalla necropoli della Valle dei Re alle tombe di Deir el-Bahari allo scopo di proteggerle dai razziatori.

In un papiro (Strassburg 21) appare una sorta di supplica al dio locale Amon di Pohe per ottenere la guarigione di Masuharte da una non specificata malattia.
Sarebbe da datare verso la fine del suo mandato una sollevazione di stampo politico che avvenne a Tebe; con tutta probabilità venne innescata dal dissenso delle grandi famiglie storicamente legate al clero tebano, che mal avevano sopportato l'ascesa della dinastia sacerdotale fondata da Herihor, forse a causa delle origini libiche della stessa oppure, più probabilmente, della sottrazione progressiva di un potere che reputavano spettante loro di diritto. Pare che Masuharte non esitò a fare uso dell'oracolo di Amon per ottenere l'allontanamento forzato di questi dissidenti all'oasi di el-Kharga.
Masuharte premorì al padre dopo circa 10 anni di incarico. La sua già menzionata bara contenente la mummia fu rinvenuta, insieme a molte altre, nella tomba-nascondiglio DB320 a Deir el-Bahari. A succedergli come Primo Profeta fu uno dei fratelli, Djedkhonsuefankh.